# Theodor Grawert
Julius Theodor Grawert (18. července 1858 Zellin – 27. ledna 1927 Berlín) byl německý muzikolog.

## Život
Theodor Grawert se narodil 18. července 1858 muzikantovi Johannu Augustu Grawertovi a jeho ženě Louise Wilhelmine Voigt ve městě Zellin v Pruském království. Po vychození místní základní školy studoval hudbu. Mezi lety 1883 až 1906 hrál na hoboj ve vojenské kapele pruského 13. pěšího pluku v Münsteru. Po studiu v Berlíně-Charlottenburgu byl roku 1908 jmenován profesorem hudby. Do roku 1918 byl hudební inspicient v královské pruské armádě. Roku 1914 vydal 1. vydání sbírky pruských vojenských pochodů. Roku 1920 byl přijat do Reichswehru a do roku 1924 vedl úřad hudebních inspicientů.
Grawert byl členem münsterské zednářské lóže Zu den drei Balken.